# Zion Williamson
Zion Lateef Williamson (ur. 6 lipca 2000 w Salisbury) – amerykański koszykarz, występujący na pozycji silnego skrzydłowego. Wybrany z pierwszym numerem w drafcie NBA w 2019 przez New Orleans Pelicans.
Będąc uczniem szkoły średniej, doprowadził Spartanburg Day School do trzech kolejnych tytułów mistrzów stanu Karolina Północna. W 2018 wystąpił w meczach gwiazd amerykańskich szkół średnich – McDonald's All-American. Z powodu kontuzji opuścił Jordan Brand Classic oraz Nike Hoop Summit, do których również był powołany. Został też wybrany najlepszym zawodnikiem amerykańskich szkół średnich stanu Karolina Północna (South Carolina Mr. Basketball).
W sezonie 2018/19 reprezentował barwy Duke Blue Devils. Notował średnio 22,6 punktu, 8,9 zbiórki, 2,1 asysty, 2,1 przechwytu i 1,8 bloku na mecz. 20 lutego 2019 doznał kontuzji kolana wskutek pęknięcia buta w pierwszej minucie meczu przeciwko North Carolina Tar Heels. Powrócił trzy tygodnie później na parkiet, a Blue Devils dotarli do ćwierćfinału March Madness, w którym ulegli Michigan State Spartans 67-68. 15 kwietnia 2019 potwierdził swój udział w drafcie 2019.

## Osiągnięcia
Stan na 20 lutego 2023, na podstawie, o ile nie zaznaczono inaczej.
NCAA
- Uczestnik rozgrywek Elite 8 turnieju NCAA (2019)
- Mistrz turnieju konferencji Atlantic Coast (ACC – 2019)
- Koszykarz roku:
  - NCAA
    - według:
      - Atlanta Tipoff Club (2019)
      - Associated Press (2019)[7]
      - NABC (2019)[8]
      - Sporting News (2019)[9]
      - USBWA (2019)[10]

    - im. Woodena (2019)[11]
    - im. Naismitha (2019)[12]

  - konferencji ACC (2019)[13]
- Najlepszy:
  - pierwszoroczny koszykarz:
    - NCAA – Wayman Tisdale Award (2019)[14]
    - konferencji ACC (2019)[15]

  - silny skrzydłowy NCAA (2019)[16]
- Sportowiec roku ACC (2019 – Anthony J. McKelvin Award)
- MVP turnieju ACC (2019)[17]
- Zaliczony do I składu:
  - All-American (2019)
  - All-ACC (2019)
  - defensywnego ACC (2019)

NBA
- Zaliczony do I składu debiutantów NBA (2020)[18]
- Uczestnik:
  - meczu gwiazd NBA (2021[19], 2023[a])
  - Rising Stars Challenge (2020)[21]

## Statystyki

### NBA
Stan na koniec sezonu 2023/24, na podstawie.

#### Sezon regularny
| Sezon   | Drużyna     | M   | S5  | MPG  | FG%   | 3P%   | FT%   | RPG | APG | SPG | BPG | PPG  |
| ------- | ----------- | --- | --- | ---- | ----- | ----- | ----- | --- | --- | --- | --- | ---- |
| 2019/20 | New Orleans | 24  | 24  | 27,8 | 58,3% | 42,9% | 64,0% | 6,3 | 2,1 | 0,7 | 0,4 | 22,5 |
| 2020/21 | New Orleans | 61  | 61  | 33,2 | 61,1% | 29,4% | 69,8% | 7,2 | 3,7 | 0,9 | 0,6 | 27,0 |
| 2022/23 | New Orleans | 29  | 29  | 33,0 | 60,8% | 36,8% | 71,4% | 7,0 | 4,6 | 1,1 | 0,6 | 26,0 |
| 2023/24 | New Orleans | 70  | 70  | 31,5 | 57,0% | 33,3% | 70,2% | 5,8 | 5,0 | 1,1 | 0,7 | 22,9 |
| Razem   |             | 184 | 184 | 31,8 | 59,2% | 34,1% | 69,5% | 6,5 | 4,1 | 1,0 | 0,6 | 24,7 |

### NCAA
Na podstawie
| Sezon   | Drużyna | M  | S5 | MPG  | FG%   | 3P%   | FT%   | RPG | APG | SPG | BPG | PPG  |
| ------- | ------- | -- | -- | ---- | ----- | ----- | ----- | --- | --- | --- | --- | ---- |
| 2018/19 | Duke    | 33 | 33 | 30,0 | 68,0% | 33,8% | 64,0% | 8,9 | 2,1 | 2,1 | 1,8 | 22,6 |